# For My Dear…
『For My Dear…』（フォー・マイ・ディア）は、結城アイラの3枚目のオリジナル・アルバム。2012年11月21日にLantisから発売された。

## 概要
前作『Eternalize.』から2年5ヶ月ぶりのリリース。メインレーベルでのアルバム発売は『REFLECTION』以来2作ぶりとなる。
タイトル曲「For My Dear...」は結城自らが作詞を担当し、「心にあるキラキラを忘れないで」は作曲も担当している。

## 批評
『CDジャーナル』は「ポップで元気いっぱいのナンバーからしっとりとしたバラードまで、華やかで愛くるしい楽曲が並ぶ」と評した。

## 収録曲
1. For My Dear…
作詞：結城アイラ、作曲・編曲：酒井拓也、ストリングスアレンジ：中西亮輔
2. LAMENT〜やがて喜びを〜
作詞：畑亜貴　作曲・編曲：虹音
テレビアニメ『伝説の勇者の伝説』前期オープニング主題歌
3. 私だけの魔法の言葉
作詞：結城アイラ　作曲・編曲：中土智博
4. 星が永遠を照らしてる
作詞：畑亜貴、作曲：黒須克彦、編曲：市川淳
アニメ『宇宙戦艦ヤマト2199』第1章エンディング主題歌
5. Double Bible
作詞：松井洋平、作曲・編曲：Team.ねこかん[猫]
Xbox 360 / PCゲーム『ルートダブル -Before Crime * After Days-』オープニング主題歌
6. DestiNAtion Destiny
作詞：松井洋平、作曲・編曲：佐々倉有吾
PS Vita専用ソフト「特殊報道部」エンディング主題歌
7. 悲しみは誰の願いでもない
作詞：畑亜貴、作曲：原田篤・fandelmale、編曲：矢鴇つかさ
テレビアニメ『境界線上のホライゾンII』エンディング主題歌 -Side Sunset-
8. Rondo Carrousel
作詞：松井洋平、作曲・編曲：Team.ねこかん[猫]
Xbox 360 / PCゲーム『ルートダブル -Before Crime * After Days-』エンディング主題歌
9. Snow Veil Polka
作詞：瀬名、作曲・編曲：大野宏明
PS2専用ソフト『猛獣使いと王子様〜Snow Bride〜』エンディング主題歌
10. 妄想STAY
作詞：rino、作曲・編曲：松下典由
テレビアニメ『花咲くいろは』次郎丸太郎イメージソング
11. 星を求めて
作詞：畑亜貴、作曲：黒須克彦、編曲：虹音
OVA『装甲騎兵ボトムズ Case;IRVINE』主題歌
12. LETTER SONG
作詞：松井洋平、作曲・編曲：中土智博
13. 心にあるキラキラを忘れないで
作詞・作曲：結城アイラ、編曲：菊谷知樹